# Zimnowo
Zimnowo ist ein untergegangener Ort in der polnischen Woiwodschaft Ermland-Masuren. Seine Ortsstelle liegt im Gebiet der Gmina Barczewo (Stadt-und-Land-Gemeinde Wartenburg i. Ostpr.) im Powiat Olsztyński (Kreis Allenstein).
Die Ortsstelle Zimnowo liegt 200 Meter nördlich des Debrong-Sees (polnisch Jezioro Dobrąg) im Westen der Woiwodschaft Ermland-Masuren, 22 Kilometer nordöstlich der Stadt Olsztyn (deutsch Allenstein).
Zimnowo bestand lediglich aus einem kleinen Gehöft. Ursprünglich Simnowo, nach 1785 Zymnowo und nach 1820 Zimnowo genannt war der kleine Ort ein Vorwerk zum Gut Ramsau, als dessen Wohnplatz es auch galt. Mit dem Zusammenschluss des Gutes Groß Ramsau und den Landgemeinden Groß Ramsau und Klein Ramsau (polnisch Ramsówko) zur neuen Landgemeinde Ramsau am 30. September 1928 wurde Zimnowo ebenso wie das Vorwerk Bärenbruch (polnisch Niedźwiedź) ein Teil ebendieser neuen Kommune im Kreis Allenstein.
Wohl schon in den Jahren vor 1945 verlor Zimnowo an Bedeutung und wurde nicht mehr besiedelt. Nach der Abtretung des südlichen Ostpreußen an Polen im Jahre 1945 wurde Zimnowo zwar noch erwähnt, doch versank der Name in der Bedeutungslosigkeit. Der Ort mag in Ramsowo aufgegangen sein, er gilt heute aber als untergegangen.
Bis 1945 war Zimnowo über die Gemeinde Gut Ramsau in die evangelische Kirche Wartenburg (Ostpreußen) sowie in die römisch-katholische Kirche Groß Ramsau eingepfarrt.
Die Ortsstelle Zimnowos ist auf einem Landweg zu erreichen, der Ramsowo ((Groß) Ramsau) mit Czerwony Bór (Rothwald) an der – jetzt im Ausbau zur Schnellstraße 16 begriffenen – polnischen Landesstraße 16 (frühere deutsche Reichsstraße 127) verbindet.